# Beichlingen (Kölleda)
Beichlingen – dzielnica miasta Kölleda w Niemczech, w kraju związkowym Turyngia, w powiecie Sömmerda, we wspólnocie administracyjnej Kölleda. Do 31 grudnia 2018 samodzielna gmina.